# Zhang Linli
Zhang Linli (née le 6 mars 1973) est une athlète chinoise spécialiste des courses de fond.

## Biographie
En 1992 à Séoul, elle devient championne du monde junior du 3 000 m en devançant notamment la Roumaine Gabriela Szabo. L'année suivante, aux Championnats du monde sénior de Stuttgart, Zhang Linli monte sur la deuxième marche du podium du 3 000 m composée exclusivement d'athlètes chinoises, devancée au sprint final par Qu Yunxia. Plus tard dans la saison, elle remporte la médaille d'argent des Championnats d'Asie, battue de nouveau par Qu'Yunxia.
Zhang Linli établit un nouveau record du monde du 3 000 m en 8 min 22 s 06 le 12 septembre 1993 à l'occasion des Championnats de Chine à Pékin, améliorant de 56 centièmes de seconde l'ancienne meilleure marque mondiale détenue par Tatyana Kazankina depuis la saison 1984. Ce record est battu quelques minutes plus tard par Wang Junxia lors de la deuxième demi-finale (8 min 12 s 19).
Elle ne dispute plus de compétitions internationales à partir de la saison 1994.

## Palmarès
| Date | Compétition                   | Lieu      | Place | Épreuve |
| ---- | ----------------------------- | --------- | ----- | ------- |
| 1992 | Championnats du monde juniors | Séoul     | 1re   | 3 000 m |
| 1993 | Championnats du monde         | Stuttgart | 2e    | 3 000 m |
| 1993 | Championnats d'Asie           | Manille   | 2e    | 3 000 m |
| 1994 | Jeux asiatiques               | Hiroshima | 1re   | 3 000 m |

## Records personnels
| Distance | Temps           | Date              | Lieu    |
| -------- | --------------- | ----------------- | ------- |
| 1 500 m  | 3 min 57 s 46   | 11 septembre 1993 | Pékin   |
| 3 000 m  | 8 min 16 s 50   | 13 septembre 1993 | Pékin   |
| 10 000 m | 31 min 16 s 28  | 8 septembre 1993  | Pékin   |
| Marathon | 2 h 24 min 42 s | 4 avril 1993      | Tianjin |